# راجي صهيون
راجي حبيب صهيون (1920 - 2001)، ولد في حيفا، وتعلم في القدس، يعتبر أحد رموز الحركة الوطنية الفلسطينية، اشتهر كوجه إعلامي بارز وأحد أهم المذيعين في دار الإذاعة الفلسطينية في القدس بعد عام1941م،. وبعد سنة 1948م عمل في الإذاعة الأردنية، وله نشاط صحفي.

## حياته العملية
بعد حصوله على شهادة المَتْرِك سنة 1937 عمل أربع سنوات في حقل التربية والتعليم، ثم انضم سنة 1941 إلى جهاز الإذاعة الفلسطينية مذيعاً ومترجماً ووصل إلى درجة مساعد مراقب البرامج العربية. بعد نكبة سنة 1948 نزح إلى الأردن، وعين مساعداً لمدير دار الإذاعة الأردنية. ثم انتقل عام 1952 إلى بيروت ليعمل بالأشغال الحرة، وهناك التحق بالجامعة الأمريكية في بيروت سنة 1954 ، ونال شهادته سنة 1956، ثم نال الماجستير سنة 1959 في الإدارة والعلوم السياسية.

## المجلس الوطني الفلسطيني
اختير راجي صهيون ضمن لجنة لبنان لمناقشة مسودة مشروع إنشاء كيان الفلسطيني وإقرار ميثاق قومي؛ تحضيرا لأعمال المجلس الوطني الفلسطيني الأول الذي افتتح الحسين بن طلال أعماله في فندق «أنتركونتيننتال» في القدس بتاريخ 28/5/1964. وكان راجي صهيون من أعضاء المؤتمر البالغ عددهم 419 عضواً.

## مؤلفاته
- حتى لا ننسى: ذكريات وأصداء وقصة شعب لن ينام على الضيم، 1995. رقم ISBN (الرقم الدولي المعياري للكتاب) 9780965660709.[5]
- ترجمة كتاب: مدخل إلى الصحافة / تأليف ف. فريزر بوند، 1964.[6]